# Gwiazda Poranna
Gwiazda Poranna, Jutrzenka (łac. Stella matutina, Lucifer) – nazwa planety Wenus, charakteryzującej się tym, że widać ją najdłużej nad ranem, przed wschodem Słońca, kiedy już gwiazdy stają się niewidoczne z powodu światła słonecznego.  
W starożytności pogańskiej było to jedno z mitologicznych i poetyckich określeń, po grecku Fosforos, po łacinie Lucifer. W mitologii mezopotamskiej jedno z uosobień bogini Isztar, bogini wojny i miłości.
Chrześcijaństwo używa jej jako eschatologicznego symbolu, ukazującego misję zbawczą samego Jezusa Chrystusa, a także rolę jego matki Marii z Nazaretu.

## W chrześcijaństwie

### Biblia
W liście św. Piotra ma ona znaczenie eschatologiczne – zwiastuje nadejście Dnia Pańskiego:

Mamy jednak mocniejszą, prorocką mowę, a dobrze zrobicie, jeżeli będziecie przy niej trwali jak przy lampie, która świeci w ciemnym miejscu, aż dzień zaświta, a gwiazda poranna /(łac.) lucifer/ wzejdzie w waszych sercach. (2 P 1,19).

Sam Jezus w Księdze Apokalipsy nazywa się gwiazdą poranną. Ma ona tam również znaczenie eschatologiczne:

Ja, Jezus, posłałem mojego anioła, by wam zaświadczyć o tym, co dotyczy Kościołów. Jam jest Odrośl i Potomstwo Dawida, Gwiazda świecąca, poranna (Ap 22:16).

### Tradycja katolicka
W tradycji katolickiej gwiazdą poranną jest nazywana Maria z Nazaretu. Jan Paweł II w encyklice Redemptoris Mater nauczał, że poprzez swe niepokalane poczęcie Maria była jakby zwiastunką nadchodzącego odkupienia. Porównał ją do gwiazdy porannej, która odbijając światło słoneczne, zwiastuje bliski wschód Słońca:

Wówczas, gdy definitywnie przybliżyła się „pełnia czasu”, gdy zbawczy adwent Emanuela stał się bliski swego wypełnienia, Ta, która została odwiecznie przeznaczona na Jego Matkę, była już na ziemi (...) pośród „nocy” adwentowego oczekiwania zaczęła świecić jako prawdziwa „Gwiazda zaranna” (Stella matutina). Istotnie, tak jak gwiazda owa, „jutrzenka”, poprzedza wschód słońca, tak Maryja, od swego Niepokalanego Poczęcia, poprzedziła przyjście Zbawiciela, wschód Słońca sprawiedliwości w dziejach rodzaju ludzkiego. (Redemptoris Mater, 3)

### Poglądy innych wyznań
Świadkowie Jehowy uważają, że „Gwiazdą Poranną” czyli „Jutrzenką” jest Jezus Chrystus sprawujący władzę w Królestwie Bożym.

## W buddyzmie

### Przebudzenie Buddhy
W tradycji buddyjskiej mówi się, że o świcie promień wschodzącej Gwiazdy Porannej (Wenus) doprowadził umysł medytującego pod drzewem Siddharty Gautamy do stanu doskonałej przejrzystości zrozumienia - do przebudzenia, oświecenia - do stanu Buddhy.